# Dactylorhiza majalis
Dactylorhiza majalis (Rchb.) P.F.Hunt & Summerh. 1965 es una especie de orquídeas, del género Dactylorhiza, de la subfamilia Orchidoideae, familia Orchidaceae. Se distribuye por toda Europa, llegando hasta el Asia Central. Son de hábitos terrestres y tienen tubérculos.

## Etimología
El nombre Dactylorhiza procede de las palabras griegas daktylos (dedo) y rhiza (raíz). Esto es por la forma de los 2 tubérculos subterráneos del género. Dactylorhiza estuvo anteriormente clasificada dentro del género Orchis.
"majalis" de los "pantanos".

Sinónimos:

- Orchis majalis Rchb. 1828 (Basónimo)
- Dactylorchis majalis (Rchb.) Verm. 1947
- Dactylorhiza comosa ssp. majalis (Rchb.) P.D. Sell & G. Murrell 1996

Nombres comunes:

- Alemán: Breitblättriges Knabenkraut
- Español: Dactylorhiza de mayo
- Francés: Dactylorhiza de mai
- Inglés: Broad-leaved Marsh Orchid

## Hábitat
Estas orquídeas se encuentran distribuidas a lo largo de la zona subartica y la parte templada del hemisferio Norte : desde Europa, hasta Mongolia.

## Descripción
Estas orquídeas terrestres se desarrollan en suelos básicos y prados húmedos, linderos de bosques y en áreas donde la arboleda está clareando. Tienen tubérculos geófitos. En estos gruesos tallos subterráneos pueden almacenar gran cantidad de agua, que les permitan sobrevivir en condiciones de sequía. 
Poseen de 7 a 12 grandes hojas de oblongo-ovoides a elíptico-lanceoladas, moteadas de color púrpura. Desarrollan un tallo largo que alcanza una altura de 70-90 cm. Las hojas de la parte superior son más pequeñas que las hojas más bajas del tallo. 

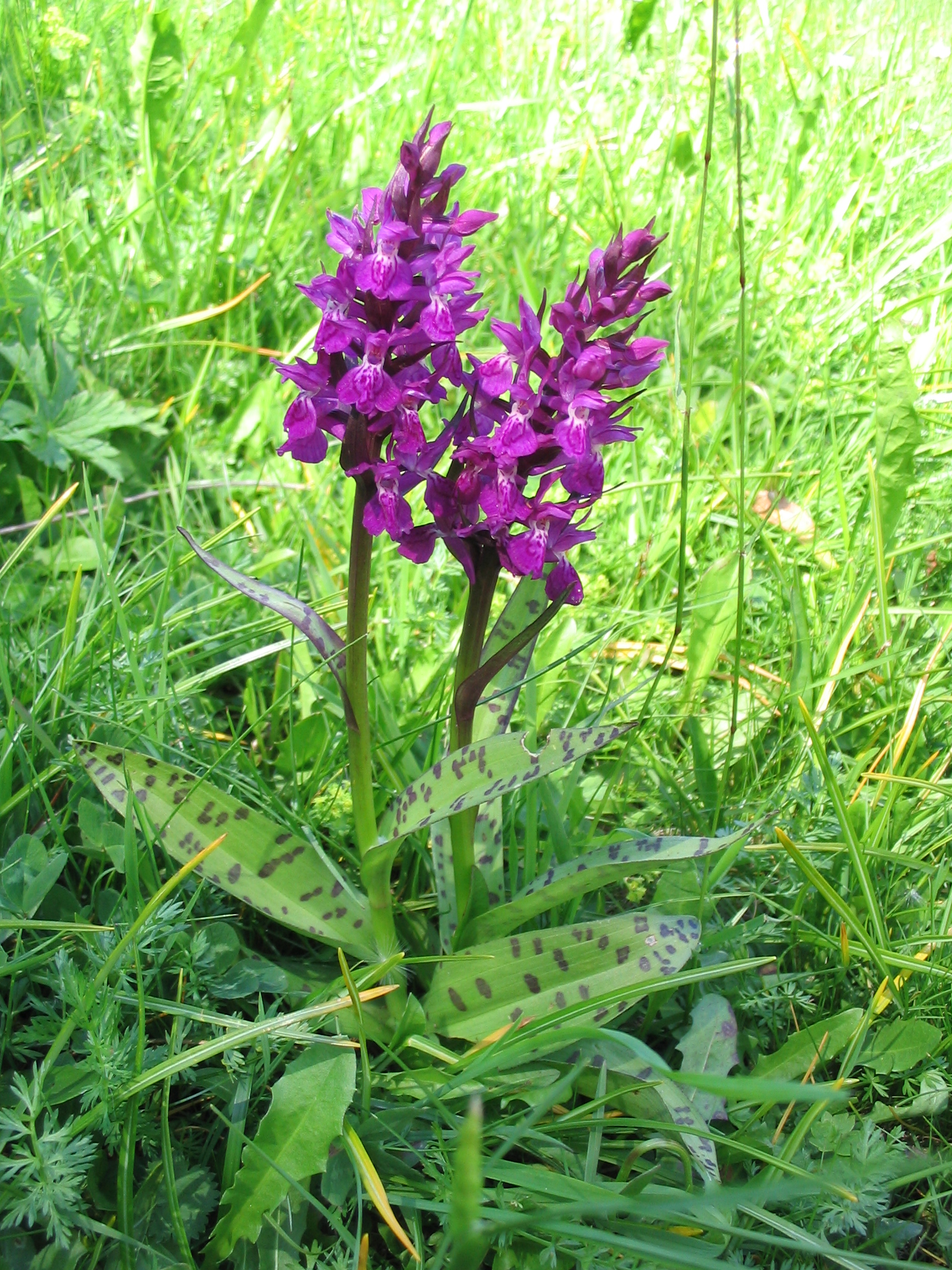
Dactylorhiza majalis, planta.

Florecen en la primavera tardía o en principios de verano. La inflorescencia, cilíndrica, comparada con la longitud de la planta es más bien corta. Siendo un racimo compacto con unas 25-50 flores. Estas se desarrollan a partir de unos capullos axilares. Los colores predominantes son rosados, moteados con manchas más oscuras formando el dibujo de alas de mariposa en la parte central superior del labelo. 
Su sistema de polinización normalmente entomógamo, pero al estar desprovistas de néctar tienen que recurrir al mismo mecanismo de atracción que presentan otras orquídeas, como es el caso del género Orchis, que para atraer a los polinizadores las flores tienen que adquirir la apariencia de flores nectaríferas.

## Subspecies
Hay muchas especies que se fertilizan de forma cruzada, dando lugar a una enorme cantidad de variaciones que complican su clasificación.

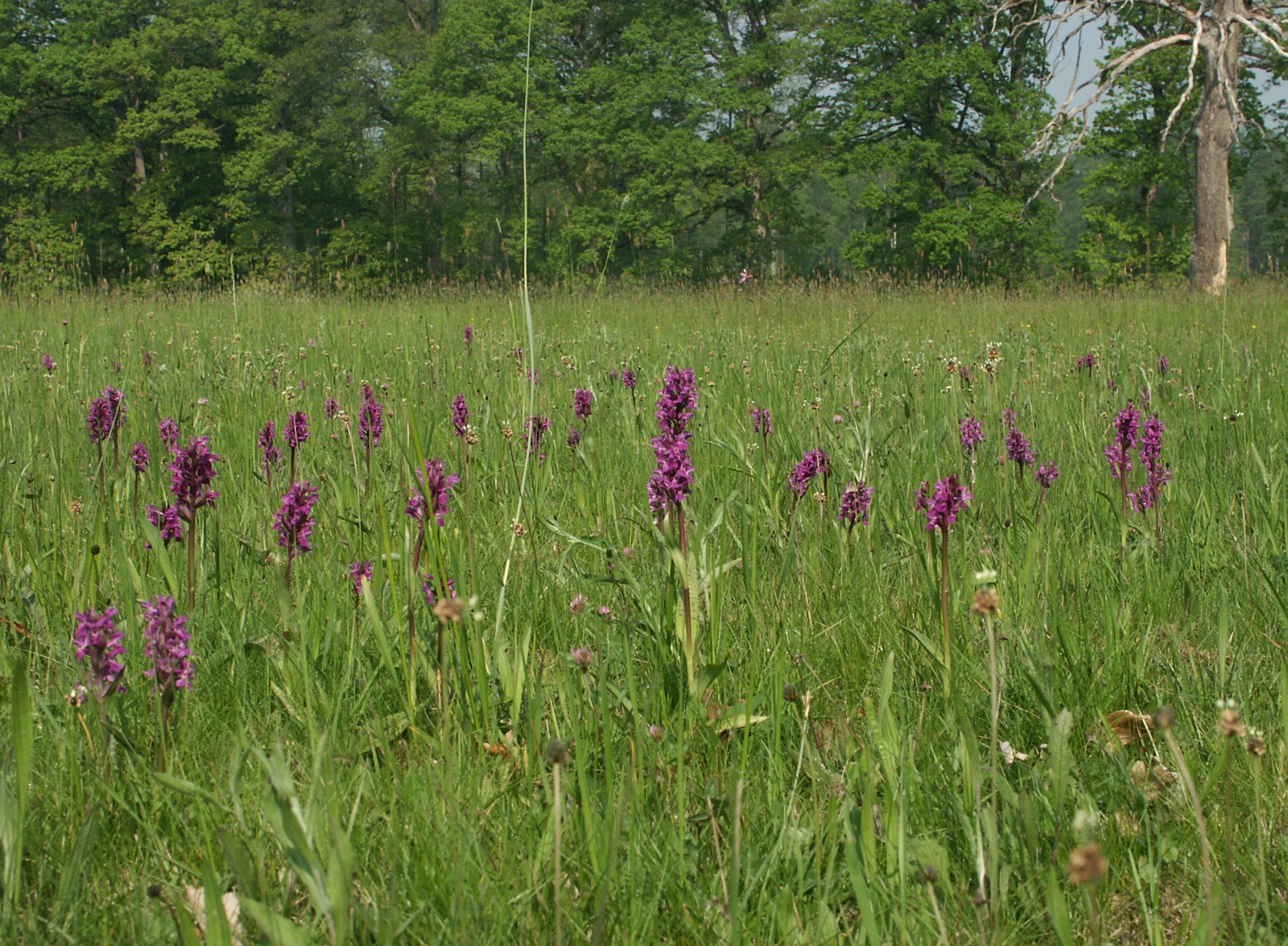
Dactylorhiza majalis
hábitat

Especie tipo: Orchis umbrosa Karelin & Kir. 1842 = Dactylorhiza umbrosa (Kar. & Kir.) Nevski 1937. 
- Dactylorhiza majalis (Rchb.) P.F.Hunt & Summerh.: Orquídea de marzo de hojas anchas (Europa) 
  - Dactylorhiza majalis var. brevifolia (Rchb.f.) Kreutz
  - Dactylorhiza majalis subsp. calcifugiens (Dinamarca)
  - Dactylorhiza majalis subsp. cambrensis (Costas de Gran Bretaña y Dinamarca)
  - Dactylorhiza majalis subsp. majalis (Europa). Tubérculo geófito
  - Dactylorhiza majalis subsp. occidentalis (W. & SW. Irlanda, N. Gran Bretaña)
  - Dactylorhiza majalis subsp. parvimajalis (D.Tyteca & Gathoye) Kreutz
  - Dactylorhiza majalis subsp. purpurella: (NW. Europa)
  - Dactylorhiza majalis subsp. sphagnicola
  - Dactylorhiza majalis subsp. turfosa (Alpes a W. Carpatos) - actualmente sinónimo de Dactylorhiza traunsteineri subsp. turfosa (F.Proch.) Kreutz

## Híbridos
Nota : nothosubspecies = una subespecie híbrida; nothovarietas = subvariedad.
- Dactylorhiza × aschersoniana (D. incarnata × D. majalis) (W. & C. Europa).

- - Dactylorhiza × aschersoniana nothovar. templinensis (D. incarnata subsp. ochroleuca × D. majalis) (C. Europa). Tubérculo geófito.
  - Dactylorhiza × aschersoniana nothovar. uliginosa (D. incarnata subsp.pulchella × D. majalis) (C. Europa). Tubérculo geófito.

- Dactylorhiza × braunii (D. fuchsii × D. majalis) (Europa).

- - Dactylorhiza × braunii nothosubsp. lilacina (D fuchsii × D. majalis subsp. turfosa) (EC. Europa). Tubérculo geófito.
  - Dactylorhiza × braunii nothosubsp. monticola (D. fuchsii subsp. psychrophila × D. majalis) (Europa). Tubérculo geófito.
  - Dactylorhiza × braunii nothosubsp. smitakii (D. fuchsii subsp. sooana × D. majalis) (EC. Europa). Tubérculo geófito.

- - Dactylorhiza × dinglensis nothosubsp. robertsii (D. maculata subsp. ericetorum × D. majalis subsp. cambrensi) (Gran Bretaña). Tubérculo geófito
  - Dactylorhiza × dinglensis nothosubsp. senayi (D. maculata subsp. elodes × D. majalis) (Europa).Tubérculo geófito
  - Dactylorhiza × dinglensis nothosubsp. townsendiana (D. maculata subsp. ericetorum × D. majalis) (Europa). Tubérculo geófito
  - Dactylorhiza × dinglensis nothosubsp. vermeuleniana (D. maculata × D. majalis) (W. Europa). Tubérculo geófito
- Dactylorhiza × drucei (D. majalis × D. viridis) (W. Europa)

Tubérculo geófito
- Dactylorhiza × jestrebiensis (D. bohemica × D. majalis) (EC. Europa).

- Dactylorhiza × mulignensis (D. incarnata subsp. pulchella × D. majalis) (C. Europa).

- Dactylorhiza × ruppertii (D. majalis × D. sambucina) (Europa).

- Dactylorhiza × vallis-peenae (D. majalis × D. russowii) (C. Europa).